# هنر گچ‌بری در ایران

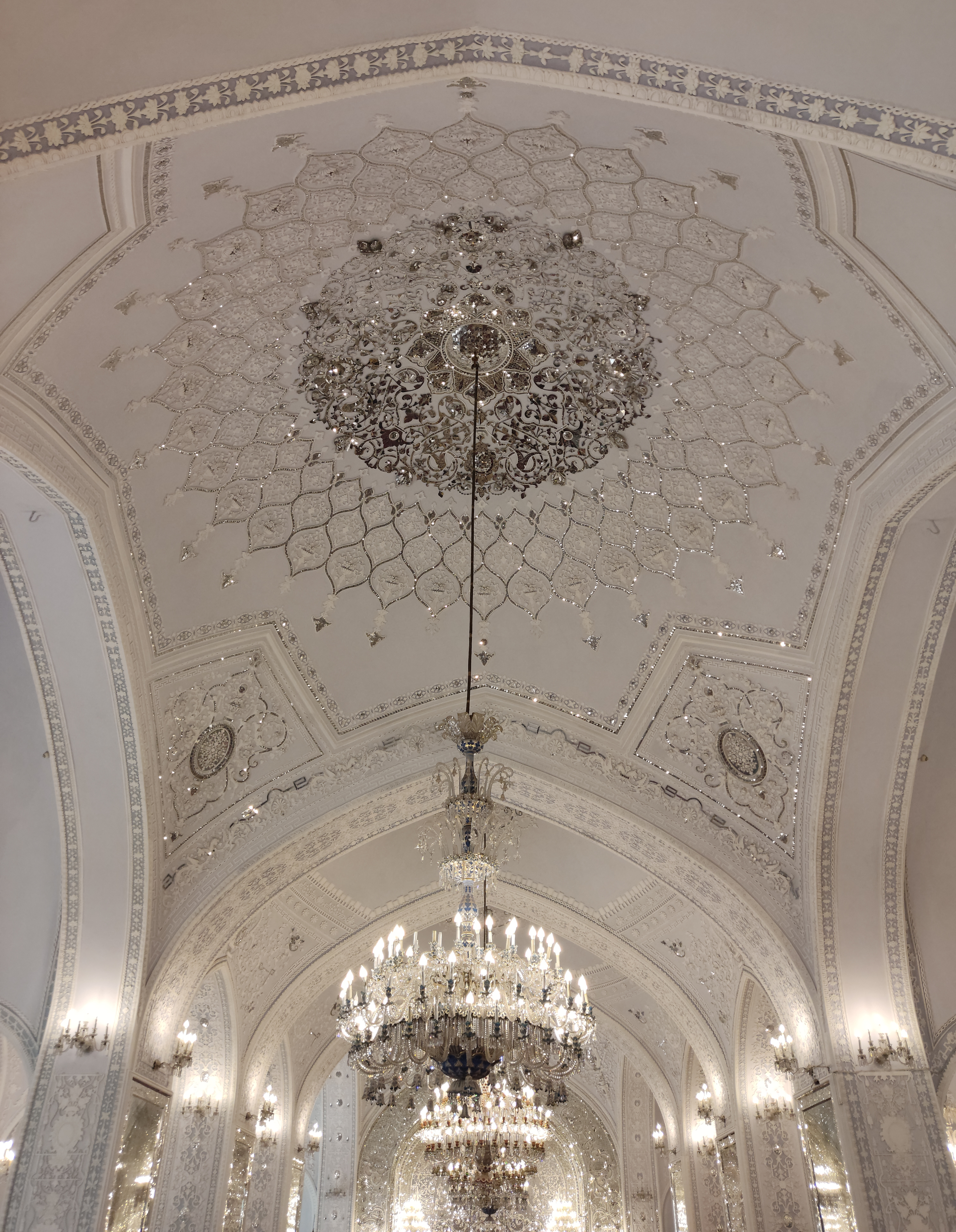
گچ‌بری‌های کاخ گلستان

یکی از مصالح اصلی معماری ایرانی گچ است که با توجه به قابلیت‌های ویژه آن همواره مورد توجه هنر مندان و معماران واقع شده‌است. به‌طوری‌که از جنبهٔ تزئینی ان علاوه بر ایستای مورد توجه قرار گرفته‌است و به صورت یکی از هنرهای تزئینی در امده است؛ و در این راه سیز تحولی و تکاملی خویش را در بستر تکاملی ایران طی نموده و فراز و نشیب‌ها را پشت سر گذاشته گاهی مورد توجه قرار گرفته و زمانی مورد بی‌مهری واقع شده‌است و هنر مندان ایرانی در این زمینه توجه همگان را به خود جلب کرده‌اند.
سنگ ماده‌ای است که به نسبت سنگ و اجر و چوب دارای انعطاف بیشتری بوده کار با ان نیز اسان تر و تقریباً به هر گونه سطح ساختمانی به خوبی می‌چسبد و کار سریع تر بدست امده و به راحتی می‌توان آن را تجدید کرد. قابلیت شکل‌پذیری گچ برای هنر مندان این فرصت را فراهم آورده تا به راحتی طرح‌ها و نقوش تزئینی دلخواه را به وجود بیاورند.

## تاریخچه
سابقهٔ استفاده از گچ و اینکه از چه زمانی به صورت یکی از عناصر مهم کاربردی معماری ایرانی در امد ه کاملاً روشن نیست.
قدیمی‌ترین آثار بدست امده از گچ مربوط به دوران ایلامی که از هفت تپه خوزستان بدست امده است. در دوران هخامنشی نیز گچ مورد استفاده قرار می‌گرفته (برای پوشش ستون‌های چوبی) همچنین از کاخ شوش متعلق به دوران هخامنشی قطعه‌ای از گچ بری گل‌های لاله بدست امده است. در دوران ساسانیان نیز علاوه بر جنبهٔ کار بردی ان به صورت ملاط یا پوشش دیوارها و گچبری کنده کاری و گچبری قالبی نیز متداول بوده

## ویژگی نقوش گچبری در دوران ساسانی
1. تقارن
2. تکرار نقوش
3. وجود قطعات مربع شکل که در درون آن‌ها دایره‌ای به شکل رشتهٔ مروارید نقش شده‌است که در سطح گسترده‌ای این قطعات رواج داشته‌است.
4. بکار گرفتن طرح‌های دو معنای مانند نشان دادن درخت زندگی.[۳]

## تکنیک‌های گچ بری در دوران اسلامی
گچبری با استفاده از تکنیک‌های مختلفی صورت می‌گرفته که معمول‌ترین نوع ان موسوم به کنده کاری یا گچ بری عمقی است.

## اشکال مختلف گچبری
شیر و شکری
از گچبری‌های اصیل و قدیمی دوران اسلامی است. فرو رفتگی و برجستگی ان بسیار کم حدوداً ۲الی۳ میلی‌متر است.
برجسته
برجستگی این نوع گچبری بیشتر از شیری و شکری است. حدوداً ۰٫۵الی۱سانتی‌متر طبیعی است که نقوش گل و بوته برای گچ بری برجسته مناسب بوده و نقوش هندسی برای تکنیک شیر و شکر مناسب است.
گچبری زبره
با برجستگی بیشتر از گچبری برجسته بدون انکه ساییده و پرداخت شود در این نوع گچبری گوشه‌ها نود درجه است.
گچبری برهشته
این گچبری بسیار برجسته تر است به‌طوری‌که قسمت‌های گچبری شده بسیار برامده و بیرون زده است.
گچبری تخمه در آوری
در این نوع از گچبری یک سطح صاف با فرو رفتگی‌های برنگ‌های مختلف به وجود می‌آید که دارای زیبای خاصی است.
معرق گچی
این نوع گچ پیش‌ساخته از ترکیب کچ و رنگ‌های مختلف بدست می اید و روش کار همانند کاشی معرق است

## مضامین نقوش گچبری دوران اسلامی
1. نقوش هندسی
2. نقوش اسلیمی
3. نقوش حیوانی و پرندگان
4. کتیبه‌ها
5. نقوش انسانی